# Məlikli (Qəbələ)
Məlikli è un comune dell'Azerbaigian situato nel distretto di Qəbələ. Conta una popolazione di 560 abitanti.